# Moncetz-Longevas
Moncetz-Longevas é uma comuna francesa na região administrativa do Grande Leste, no departamento de Marne. Estende-se por uma área de 7.24 km², e possui 534 habitantes, segundo o censo de 2018, com uma densidade de 74 hab/km².